# داسو كوميونتي
داسو كوميونتي (بالإنجليزية: Dassault Communauté)‏ هي طائرة خفيفة أنتجت في فرنسا. من صناعة داسو للطيران. كان أول طيران لها في 1959. صنع منها طائرة واحدة.

## مواصفات (MD-415 Communauté)
البيانات من 
الخصائص العامة
- طاقم: two
- سعة: six-ten passengers or 2,200 كـغ (4,900 رطل) payload (14 pax in the proposed Communauté A2)
- طول: 13 م (42 قدم 8 بوصة)
- باع الجناح: 16.43 م (53 قدم 11 بوصة)
- مساحة الجناح: 36 م2 (390 قدم2)
- الوزن فارغة: 3,610 كـغ (7,959 رطل)
- وزن الإقلاع الأقصى: 5,900 كـغ (13,007 رطل)
- محركات: 2 × Turbomeca Bastan IV , 750 كـو (1,000 حصان)  الواحد + 0.647 كـن (145 رطلق) residual thrust

أداء
- السرعة القصوى: 500 كم/س (311 ميل/س؛ 270 عقدة) at 6,000 م (20,000 قدم)
- سرعة العبور: 450 كم/س (280 ميل/س؛ 243 عقدة) at 6,000 م (20,000 قدم)
- مدى: 2,500 كـم (1,553 ميل؛ 1,350 nmi)
- Ferry range: 3,200 كـم (1,988 ميل؛ 1,728 nmi) with external tanks
- سقف الخدمة: 11,000 م (36,089 قدم)
- Takeoff run: 380 م (1,250 قدم)